# Logo
Pour les articles homonymes, voir Logo (homonymie).
 (mai 2021).
Si vous disposez d'ouvrages ou d'articles de référence ou si vous connaissez des sites web de qualité traitant du thème abordé ici, merci de compléter l'article en donnant les références utiles à sa vérifiabilité et en les liant à la section « Notes et références ».
Un logotype, ou logo en forme abrégée, est une composition figurée servant à identifier visuellement et de façon immédiate une entreprise, une marque, une association, une institution, un produit, un service, un événement ou toute autre sorte d'organisation, afin de les faire connaître et reconnaître des publics et marchés auxquels ils s'adressent et de les différencier des autres entités d'un même secteur d'activité. Les logos sont des modèles déposés dont la reproduction sans autorisation est punissable comme contrefaçon.
Concernant les institutions et administrations publiques, on parle également de symboles, d'armes ou d'emblèmes officiels qui figurent sur des écus, des sceaux ou des drapeaux. Ils sont protégés par un privilège de la puissance publique sans avoir besoin d'être déposés comme une marque ou un modèle commercial.

Logo typographique de RTL.

Un logotype était à l'origine, en typographie, une marque écrite à l'aide d'une fonte de caractères.
Le logo est distinct du pictogramme, signe ayant pour fonction de désigner l’action ou l’objet qu’il représente afin de donner accès plutôt à une chose, alors que le logo sert à désigner plutôt une personne physique ou morale.
L'usage fait que l'on appelle aussi abusivement « logo » un graphisme déposé[évasif].
Un logo peut prendre aussi des formes non-visuelles. Par exemple, il peut être sonore (il s'agit alors d'identité sonore ou de logo sonore), ou encore olfactif.
Dans le branding et le marketing, le logotype joue un rôle essentiel dans la construction de l'identité visuelle d'une marque. Bien plus qu'une simple représentation graphique, le logotype est le visage de l'entreprise, incarnant ses valeurs, sa personnalité et son histoire.

## Du logotype typographique au logo graphique
Les marques d’imprimeurs sont sans doute les premiers logos modernes. Les imprimeurs étant souvent à la fois éditeurs et libraires, l’enseigne de la boutique devient l’image qui figure sur la page de titre. Au début du XIXe siècle, les logotypes sont des caractères d’imprimerie regroupant en un seul plusieurs caractères formant des syllabes courantes : tentatives pour faciliter la composition manuelle, qui n’aura pas de suite du fait de la complication du système.

Le logotype des établissements Soulat en 1920 : derrière un « s » en capitale, un contacteur inverseur au mercure stylisé en ligne claire.

L'essor du logo coïncide avec l'industrialisation, le développement de l'économie de marché et l'environnement concurrentiel du XIXe siècle. La publicité se développe et les entreprises ont besoin de créer des identités pour se démarquer et communiquer sur le marché. De plus en plus de fabricants commencèrent donc à inclure un symbole, signe ou emblème sur leurs produits et emballages, pour que tous les acheteurs puissent aisément reconnaître le produit qu'ils voulaient. Les fabricants ajoutent ensuite le nom de la compagnie ou du produit sur leur signe. Le nom prend une forme spécifique chez chaque manufacturier.
Depuis de nombreuses années, des entreprises font appel à des publicitaires et des graphistes pour créer un signe ou un emblème qui apparaîtra comme un logotype, accompagné du nom de la compagnie, du produit ou du service. C'est également à cette époque que les sociétés commencent à associer leur nom ou celui de leur produit à leur signe. Le nom prend alors une forme spécifique chez chaque manufacturier. On parle de logos combinés, c'est la première fois que le signe et le nom étaient associés.
Le logo a une place importante dans l'économie et la publicité. Certaines sociétés ont une identité visuelle suffisante pour que le nom de la marque n'ait pas besoin de figurer sur le visuel publicitaire.

## Différence entre emblème, logo, monogramme et insigne

L'emblème de Renault, le losange.

Logo d’Apple.

L'insigne existe dès que l’homme ressent le besoin et la nécessité de marquer son bien ou sa production, à des fins de reconnaissance, pour se faire payer, par exemple : les tailleurs de pierre ont chacun leur marque distinctive (la tâche), les propriétaires de bétail marquent leurs bêtes, etc. Le logotype s’institutionnalise avec l’invention de l’imprimerie puisque, par définition, on dispose d’un type, un dessin en relief réutilisable à l’infini pour distinguer sa production.
La réelle définition d'un logo est non pas l'aspect graphique adjoint à un nom, qui en fait un insigne — que Renault appelle « monogramme » — mais le nom présenté sous une forme typographique travaillée. Aujourd'hui, sous l'appellation de « logo », on regroupe ces deux idées en une seule, mais il s'agit d'une extension de sens abusive[réf. nécessaire].
Quand, dans les années 1970, se sont développées les ventes de tee-shirt par correspondance, sur lesquels étaient sérigraphiés des groupes musicaux, les choses étaient spécifiées pour différencier une commande[réf. nécessaire]. Ainsi, par exemple, pour le groupe Scorpions, si l'on voulait obtenir le tee-shirt portant uniquement le nom, il fallait commander le « logo ». De fait, dans ce cas, c'est le nom du groupe avec ce graphisme propre qui est le logo du groupe[pertinence contestée].
Autre exemple, dans le cadre de la propriété industrielle, si une personne portant le nom d'« Alain Afflelou » (nom d'une entreprise d'opticien existant déjà) voulait ouvrir un magasin dans le même secteur d'activité, il pourrait le faire, mais il n'aurait pas le droit d'adopter le même graphisme pour son enseigne.
Cette différence, souvent oubliée, rappelle que logo désigne le nom, et l'insigne ou le signe désigne un graphisme associé.
Quand la marque est suffisamment forte, il arrive que son nom disparaisse, laissant ainsi place à l'insigne seul. C'est le cas de plusieurs marques internationales telles qu'Apple, Mercedes-Benz, McDonald's ou Nike.
Le terme « emblème » est utilisé pour désigner le logo des Jeux olympiques et paralympiques. Il est composé d’un signe distinctif, d’une mention typographique et des anneaux olympiques ou des agitos.

## Institutions et administrations
Des municipalités, des États, et plus généralement des administrations ou des institutions publiques, utilisent des logotypes en complément de leur emblème tel que leur blason, afin de moderniser leur image.
C'est ainsi le cas de la France, le gouvernement ayant adopté en 1999, pour sa communication, une charte graphique comprenant un logotype utilisé par les ministères, les services déconcentrés de l'État, les ambassades, etc. Ce logotype reprend et combine trois des emblèmes ou symboles français : le drapeau tricolore, Marianne et la devise de la France Liberté, Égalité, Fraternité.

## Création d'un logotype

Emblème de la francophonie.

Logo de la Croix-Rouge et du Croissant-Rouge

La création d'un logotype est considérée comme une création relevant du graphisme. De nombreux éléments sont à prendre en compte afin de transmettre le message souhaité, tant au niveau des formes[source secondaire nécessaire] que des couleurs.
Ainsi, un logotype structuré sur une forme ronde, par sa référence à la Terre, à la nature en général, véhicule une image de sécurité, de bien-être et d'apaisement. À l'inverse, le choix de formes triangulaires assure l'idée d'innovation, de progression et de techniques de pointe. Les formes carrées quant à elles font référence à la stabilité et la robustesse. Ces quelques formes de base se retrouvent dans de nombreux logos, et véhiculent ainsi des notions qu'un simple nom ne pourrait parfois suffire à transmettre.
La croix rouge (ou le croissant rouge dans les pays musulmans) est un exemple d'un emblème si connu, qu'il n'a pas besoin d'être accompagné d'un texte pour être compris. Il protège le personnel médical en temps de guerre ainsi que les victimes des conflits armés et ceux qui tentent de les aider. Les sociétés nationales de la Croix-Rouge et du Croissant-Rouge et leur Fédération, ainsi que le Comité international de la Croix-Rouge incluent ces symboles dans leurs logos.
Dans cette optique le logo se conforme aux codes admis dans un champ d'activité donné afin d'être immédiatement reconnu comme se situant dans ce champ d'activité. Mais dans ce champ, le logo doit aussi se distinguer le plus possible afin d'être identifié parmi ses pairs. Un travers commun est de se conformer aux modèles préexistants au point de diluer le message et l'identité de l'objet dans un environnement diffus. Les collectivités territoriales ont par exemple multiplié les poncifs dans les années 1970 et 1980 en fondant leurs logos sur plusieurs éléments : leur initiale ; un code couleur associant le bleu (pour l'eau, mer ou rivière) et le vert (pour la campagne)[réf. nécessaire].
Le choix du recours au logo par rapport à d'autres modes d'identification est aussi à mettre en balance, notamment pour une collectivité territoriale qui dispose d'autres signes.

## Tendances et évolutions des logos en France

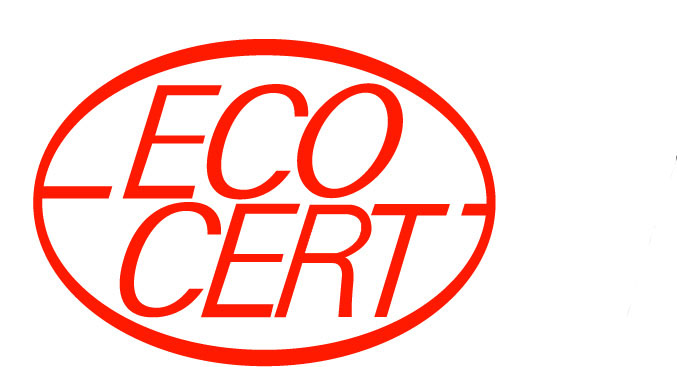
Logotype du label de l'organisme de certification Ecocert.

Les logos du début des années 2000 sont stylisés et simplifiés (parfois à l'extrême, comme le logo de la région des Pays de la LoireInterprétation abusive ?). Les formes géométriques et très figuratives disparaissent, laissant place à des formes plus rondes, tout comme les typographies qui renoncent aux capitales[réf. nécessaire].
Les valeurs à faire passer sont désormais celles de la proximité et du caractère humain des institutions qu'ils représentent. Des couleurs plus vives et chaudes (jaune, orange, rouge) sont plus largement utilisées donnant ainsi place à une image de dynamisme, de la modernité, comme les logos d'EDF, GDF (version 2002), SNCF, etc. ainsi que beaucoup de collectivités (municipalités, etc.), notamment au changement de majorité.
De nombreux logos créés à la fin des années 2000 s'appuient sur les spécificités dites du « web 2.0 », c'est-à-dire des effets de transparence et de reflets. On peut remarquer deux grandes stratégies : soit les marques font le choix de conserver leur logo et d'appliquer ces effets pour le « lifter » (par exemple TF1, La Poste, le Loto, France Télévisions et l'ensemble des anciens logos des chaînes du groupe, Elf, LG, NRJ) ; soit elles les appliquent à l'occasion du changement de leur logo, tel RFF.
Dans les années 2010, on constate que de nombreuses marques reviennent à plus de simplicité en éliminant les effets de reliefs, de reflets, d'ombrage au profit d'un logo en aplat, dit en flat design.

### Filmographie
- Logorama, court métrage d'animation français qui détourne près de 3 000 logos.